# Tungurahua Sporting Club
El Tungurahua Sporting Club es un equipo de fútbol profesional de Ambato, Provincia de Tungurahua, Ecuador. Fue fundado el 22 de septiembre de 2000 y se desempeña en la Segunda Categoría de Ecuador, aunque en la actualidad debido a problemas institucionales no ha participado en este campeonato.
Está afiliado a la Asociación de Fútbol Profesional de Tungurahua.

## Uniforme

Bandera de Tungurahua.

- Uniforme titular: Camiseta roja con una franja horizontal en el pecho de color verde, pantalón verde y medias rojas.
- Uniforme Alternativo: Camiseta blanco con dos franjas horizontales centales verde y rojo, pantalón blanco, medias blancas.

El uniforme del Tungurahua S.C. está inspirado directamente en los colores de la bandera de Tungurahua.
El verde simboliza la perene esperanza sobre la provincia de Tungurahua y la fidelidad de sus aficionados; y el rojo simboliza la pasión por el fútbol y el amor al deporte.
Este Club, social, deportivo y cultural, nació como una alternativa para los niños y jóvenes de escasos recursos económicos, que puedan ser partícipe de cualquier disciplina deportiva, en los actuales momentos estamos planificando el complejo deportivo del Club, que dará cabida a los estratos sociales pobres en Fútbol, Básquetbol, Tae Kwon Do, Judo, Atletismo, Ajedrez, etc.
En el poco tiempo que tiene de existencia, ha logrado con esfuerzo, dedicación, conseguir varios campeonatos provinciales y un campeonato nacional, un hecho sin precedentes en treinta años del fútbol profesional de la provincia de Tungurahua. De este equipo, han surgido valores deportivos que se han proyectado en el concierto futbolístico y deportivo del Ecuador; no ha sido un club más, por el contrario, se ha convertido en una Institución que ha sumado y multiplicado valores deportivos, reconocidos por los organismos deportivos provinciales y nacionales. Si quieres ser parte de este Club, escríbenos dando tu opinión y deseo de integrarte.
Cabe destacar que Tungurahua Sporting Club es uno de los pocos clubes del país, y el único de la provincia que cuenta con la disciplina de Natación.
La natación es uno de los deportes más completos que existe para transformar y desarrollar la capacidad física del ser humano, esta disciplina se encuentra entrenando y cosechando triunfos, los entrenamientos los realiza en el Complejo de la Piscina de la Merced (Ambato). Dirección: Bolívar y 5 de junio LOS DÍAS MIÉRCOLES, JUEVES, VIERNES, SÁBADO Y DOMINGO en los siguientes horarios desde las 9h00 hasta las 17h00.
El Club abre las puertas a todos los niños y jóvenes de cualquier género a formar parte del GRAN EQUIPO DE NADADORES, bajo la dirección técnica y profesional de:
Entrenadores y Terapista:
```
                            Lic. Jaime Loma
                            Lic. Sebastián Álvarez
                            Trp. Juan Lanas
```

## Estadio
Santa Rosa

## Palmarés
Director Técnico : 
```
                  Prf. Sergio Maciel (Argentino.)
```

Asistente Técnico:
```
                  Prf. Carlos Solorzano.
```

Preparador Físico: 
```
                  Lcd. Sebastián Álvarez.
```

Médico : 
```
                  Dr. Milton Jerez.
```

Kinesiólogo (a) : 
```
                  Lcd. Judith Sánchez. 
```

Arqueros:
```
         Renato Armas 
```

Defensas:
```
         Gonzalo Chaquinga 
         Kevin Nazareno 
         Juan Flores 
         Eduardo Lucas 
         Edgar Tiban 
         Víctor Calapina      
         Paul Castro
         Diego Durazno 
         Byron Garces 
```

Volantes:
```
         Marco Suárez 
         Marco Armas Jr.
         Marcelo Jacome 
         Óscar Rodríguez 
         Óscar Freire 
         Santiago Álvarez 
         Diego Granizo 
         Jhonatan Amancha 
         Alberto Jara 
         Guillermo Zapata
```

Delanteros:
```
          Luis Guerrero 
          Mauricio Villacis
```